# Grand Prix automobile des États-Unis 1970
Résultats du Grand Prix automobile des États-Unis 1970 de Formule 1 qui a eu lieu sur le circuit de Watkins Glen le 4 octobre 1970.

## Classement
| Pos  | N° | Pilote               | Écurie             | Tours | Temps/Abandon     | Grille | Points |
| ---- | -- | -------------------- | ------------------ | ----- | ----------------- | ------ | ------ |
| 1    | 24 | Emerson Fittipaldi   | Lotus-Ford         | 108   | 1 h 57 min 33 s 2 | 3      | 9      |
| 2    | 19 | Pedro Rodríguez      | BRM                | 108   | + 36 s 39         | 4      | 6      |
| 3    | 23 | Reine Wisell         | Lotus-Ford         | 108   | + 45 s 17         | 9      | 4      |
| 4    | 3  | Jacky Ickx           | Ferrari            | 107   | + 1 tour          | 1      | 3      |
| 5    | 12 | Chris Amon           | March-Ford         | 107   | + 1 tour          | 5      | 2      |
| 6    | 18 | Derek Bell           | Surtees-Ford       | 107   | + 1 tour          | 13     | 1      |
| 7    | 8  | Denny Hulme          | McLaren-Ford       | 106   | + 2 tours         | 11     |        |
| 8    | 7  | Henri Pescarolo      | Matra              | 105   | + 3 tours         | 12     |        |
| 9    | 11 | Jo Siffert           | March-Ford         | 105   | + 3 tours         | 23     |        |
| 10   | 15 | Jack Brabham         | Brabham-Ford       | 105   | + 3 tours         | 16     |        |
| 11   | 29 | Ronnie Peterson      | March-Ford         | 104   | + 4 tours         | 15     |        |
| 12   | 16 | Rolf Stommelen       | Brabham-Ford       | 104   | + 4 tours         | 19     |        |
| 13   | 4  | Clay Regazzoni       | Ferrari            | 101   | + 7 tours         | 6      |        |
| 14   | 9  | Peter Gethin         | McLaren-Ford       | 100   | + 8 tours         | 21     |        |
| Abd. | 1  | Jackie Stewart       | Tyrrell-Ford       | 82    | Fuite d'huile     | 2      |        |
| Abd. | 14 | Graham Hill          | Lotus-Ford         | 72    | Embrayage         | 10     |        |
| Abd. | 2  | François Cevert      | March-Ford         | 62    | Roue              | 17     |        |
| Abd. | 30 | Tim Schenken         | De Tomaso-Ford     | 61    | Suspension        | 20     |        |
| Abd. | 27 | Jo Bonnier           | McLaren-Ford       | 50    | Durite d'eau      | 24     |        |
| Abd. | 6  | Jean-Pierre Beltoise | Matra              | 27    | Tenue de route    | 18     |        |
| Abd. | 31 | Gus Hutchison (en)   | Brabham-Ford       | 21    | Fuite d'essence   | 22     |        |
| Abd. | 20 | Jackie Oliver        | BRM                | 14    | Moteur            | 7      |        |
| Abd. | 21 | George Eaton         | BRM                | 10    | Moteur            | 14     |        |
| Abd. | 17 | John Surtees         | Surtees-Ford       | 6     | Moteur            | 8      |        |
| Nq.  | 32 | Peter Westbury       | BRM                |       | Non qualifié      |        |        |
| Nq.  | 28 | Pete Lovely          | Lotus-Ford         |       | Non qualifié      |        |        |
| Nq.  | 10 | Andrea de Adamich    | McLaren-Alfa Romeo |       | Non qualifié      |        |        |

Légende :
- Abd.=Abandon

## Pole position et record du tour
- Pole position : Jacky Ickx en 1 min 03 s 07 (vitesse moyenne : 211,251 km/h).
- Tour le plus rapide : Jacky Ickx en 1 min 02 s 74 au 105e tour (vitesse moyenne : 212,362 km/h).

## Tours en tête
- Jackie Stewart : 82 (1-82)
- Pedro Rodriguez : 18 (83-100)
- Emerson Fittipaldi : 8 (101-108)

## À noter
- 1re victoire pour Emerson Fittipaldi.
- 42e victoire pour Lotus en tant que constructeur.
- 34e victoire pour Ford Cosworth en tant que motoriste.
- 1er podium pour Reine Wisell.
- À l'issue de cette course, Jochen Rindt est champion du monde des pilotes à titre posthume et l'écurie Lotus, championne du monde des constructeurs.